# Dead or Alive 2 (jeu vidéo)
Pour les articles homonymes, voir Dead or Alive.
Dead or Alive 2 (デッドオアアライブ2, Deddo Oa Araibu 2) est un jeu vidéo de combat 3D développé par Tecmo, sorti en 1999 sur borne d'arcade. Il a été porté sur Dreamcast et PlayStation 2 en 2000. Dead or Alive 2 comprend 14 personnages jouables dont 4 nouveaux : Ein, Helena Douglas, Leon et Tengu.
Plusieurs versions de Dead or Alive 2 ont été publiées, tout d'abord la version originale sortie sur arcade en octobre 1999 via le système Naomi, puis mise à jour toujours sur arcade baptisée Dead or Alive 2: Millenium, sortie en janvier 2000. Le jeu est ensuite porté sur Dreamcast paru en juillet 2000 en France et en septembre 2000 au Japon. La version PlayStation 2 sort en décembre 2000 et y inclut des nouveautés, telles que de nouvelles arènes ou encore de nouveaux costumes à débloquer.

## Personnages
- Ayane
- Kasumi
- Ryu Hayabusa
- Bass Armstrong
- Gen Fu
- Jann Lee
- Lei Fang
- Tina Asmtrong
- Zack
- Bayman
- Ein (N)
- Helena Douglas (N)
- Leon (N)
- Tengu (N)

(N = Nouveau personnage)

## Accueil
- Gamekult : 7/10[5]
- Jeuxvideo.com : 17/20 (PS2)[6]